# 鄧時敏
鄧時敏（？年—1775年），字遜齋，號夢岩，四川省廣安州人，乾隆元年（1736年）丙辰科進士。鄧時敏雍正十年中舉，乾隆元年進士及第，進入翰林院被授以編修，後升為侍講，乾隆十年升大理寺正卿，入汉军正黄旗。:23嘉慶年間朝廷為褒獎他和鄭人慶，在村中敕建兩塊神道碑和一座牌坊，「牌坊村」因此而名:23-24。是鄧小平的同堂遠祖。鄧時敏生前居住過的舊宅，名叫翰林院子，距廣安鄧小平故居約1公里。少年鄧小平就在這座翰林院子正堂右側的小院里，開始發蒙上學，並起學名鄧希賢。如今，翰林院子作為鄧小平青少年時代活動舊址列為全國重點文物保護單位。